# Stavsjö
.

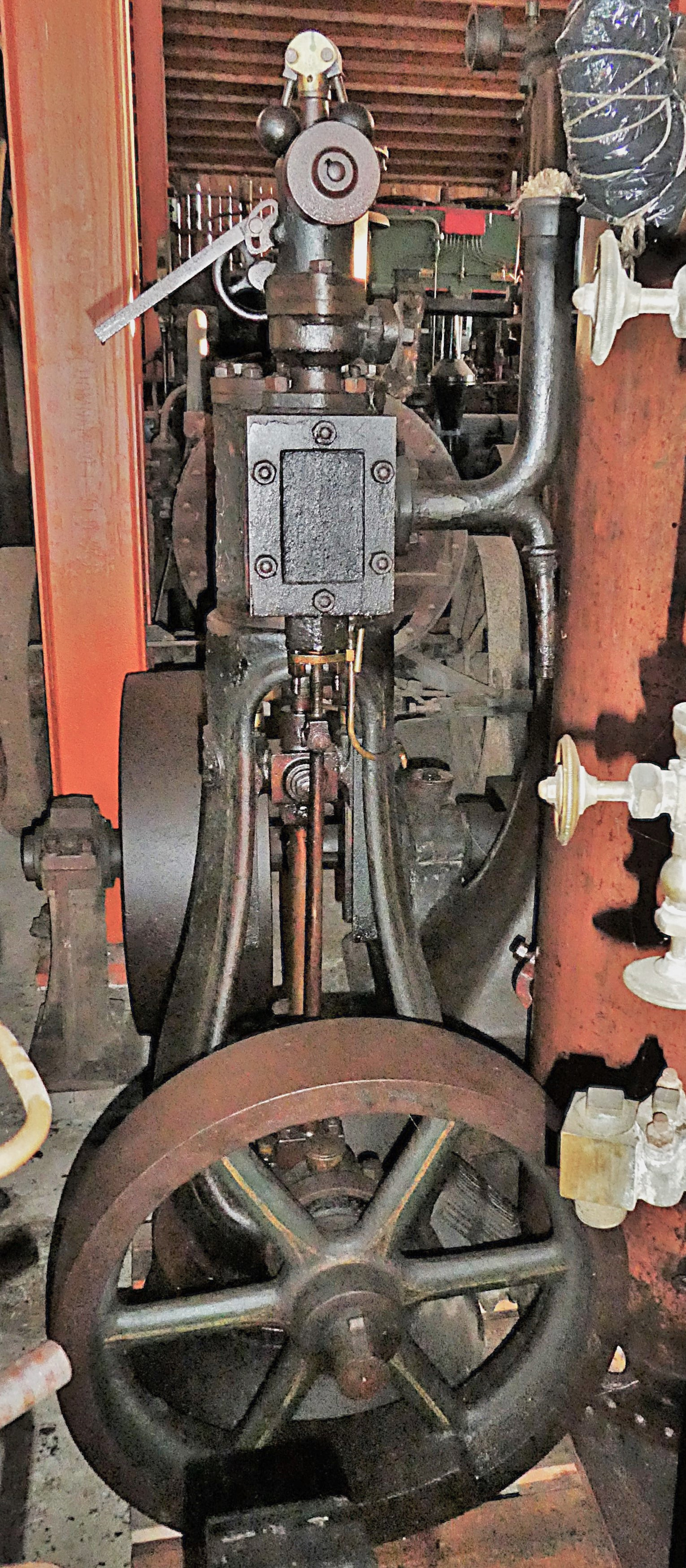
Stavsjö-tillverkad ångmaskin med droppformat stativ från 1880-talet. Bevarad vid Rubens maskinhistoriska samlingar i Götene

Stavsjö är en tätort i Nyköpings kommun i Kila socken, cirka 35 km väster om Nyköping.
E4 gick under många år rakt igenom samhället. Under 1990-talet flyttades dock vägen till den nybyggda motorvägen vilket medförde att genomfartstrafiken minskade markant.
Orten ligger intill Stavsjön, en kräftrik badsjö.

## Historia
Stavsjös historia är i stora delar intimt förknippad med Stavsjö bruks. Bruket anlades i Stavsjö för att ligga nära de viktiga naturtillgångarna skog och vattenkraft. 1719 anfölls Stavsjö av ryska trupper som förflyttade sig utmed den svenska kusten. Stavsjö anfölls under två dagar och förlusterna var betydande, 57 340 daler kopparmynt i fast egendom och 35 404 daler i lösöre. I stort sett hela Stavsjö brändes ner under härjningarna, dock lämnades byggnaden som nu benämns "Ryssköket". Anledningen sägs vara att ryssarna i detta hus intog sina måltider. Huset ligger utmed gamla E4 och är idag privatägt.

### Stavsjö Bruk
Stavsjö Bruk anlades 1666 av brukspatron Gerdt Störning på Stavsjötorpet vid Stavsjön i Kila socken, för att tillverka kanoner. För att driva verksamheten behövdes malm, träkol, vattenkraft och arbetare. Malmen hämtades i första hand från Förola gruva, som också ägdes av Störning. Träkol fanns i tillräcklig mängd i Kolmårdsskogarna. Vattenkraft fanns i ån som förband Dammkärret med Stavsjön där fallhöjden var 14 meter. För att säkra vattenkraften lät man gräva en 3,5 kilometer lång grav från stora Fjällmossen till Lövsjön och vidare till Dammkärret. Kanonloppen slätborrades i borrvinden. Inleveranserna av malm till masugnarna och utskeppningen av färdiga produkter skedde i huvudsak vid Sandvik beläget vid Bråviken. Kanontillverkningen pågick i ungefär 200 år och upphörde 1859.
Senare tillverkade Stavsjö bruk ångmaskiner, ångpannor, lokomobiler och tröskverk.
År 1881 tillverkades den första ventilen, en så kallad kilslidventil och år 1928 tillverkades den första skjutspjällsventilen, vilket är den typ av ventil bruket numera tillverkar.
Bruket ägdes under ett flertal år av Beijer Alma men såldes för 50 Mkr till det tyska Bröer Holding GmbH år 2005. I samband med ägarbytet skedde en namnändring av företaget från AB Stafsjö Bruk till Stafsjö Valves AB.
Idag har bruket ungefär 80 anställda och tillverkar ca 18 000 ventiler per år. Företaget omsätter drygt 200 MSEK varav 85 % är exportinkomster.

### Stafsjö Järnväg (Nunnebanan)
Under åren 1898-1902 uppstod stora skador på ungefär 3 000 hektar granskog som en följd av fjärilen barrskogsnunnans framfart (därav namnet Nunnebanan). Som en lösning att transportera de stora mängderna timmer från området anlades Stafsjö Järnväg. Koncessionen erhölls 30 november 1899. Banan upphörde 18 augusti 1939 som resultat av ökande konkurrens från bilismen. Numera lever Nunnebanan kvar som cykel- och vandringsled. I den historiska romanen Konsul Enhörning och barrskogens nunnor av Leif Syrén berättas om barrskogsnunnans härjningar och Nunnebanan.

### Befolkningsutveckling
| Befolkningsutvecklingen i Stavsjö 1990–2020 | Befolkningsutvecklingen i Stavsjö 1990–2020 | Befolkningsutvecklingen i Stavsjö 1990–2020 | Befolkningsutvecklingen i Stavsjö 1990–2020 | Befolkningsutvecklingen i Stavsjö 1990–2020 |
| ------------------------------------------- | ------------------------------------------- | ------------------------------------------- | ------------------------------------------- | ------------------------------------------- |
|                                             |                                             |                                             |                                             |                                             |
| År                                          |                                             |                                             | Folkmängd                                   | Areal (ha)                                  |
| 1990                                        | 1990                                        |                                             | 154                                         | 24#                                         |
| 1995                                        | 1995                                        |                                             | 243                                         | 28                                          |
| 2000                                        | 2000                                        |                                             | 223                                         | 29                                          |
| 2005                                        | 2005                                        |                                             | 221                                         | 29                                          |
| 2010                                        | 2010                                        |                                             | 212                                         | 28                                          |
| 2015                                        | 2015                                        |                                             | 210                                         | 30                                          |
| 2020                                        | 2020                                        |                                             | 215                                         | 30                                          |
| Anm.: Ny tätort 1995. # Som småort.         |                                             |                                             |                                             |                                             |

## Byggnader

### Dianatemplet
I Stavsjö finns ett litet tempel i gustaviansk stil, Dianatemplet. Templet är i vissa böcker daterat till 1771 men motstridiga uppgifter förekommer då andra uppgifter nämner mitten av 1780. Det tillägnades Gustav III på hans väg hem från Frankrike. En renovering har påbörjats genom finansiering av Länsstyrelsen samt markägaren och i samråd med Sörmlandsmuseum. Byggnaden som tidigare tillhört Stavsjö bruk är numera i privat ägo.

### Stavsjö skola
Skolan i bygden uppfördes 1910 och hade karaktär av Sörgårdsskola. Fritidshem är integrerat i samma byggnad. På grund av vikande elevunderlag lades skolan i malpåse från och med höstterminen 2007. Om underlaget ökar planeras skolan åter tas i drift.

### Stafsjö Bruksmuseum
År 1998 invigdes Stafsjö Bruksmuseum i den gamla kraftstationen som en gång i tiden utgjorde brukets hjärta. I museet finns en modell av Stavsjö år 1914 i skala 1:200 som visar de centrala delarna av orten.

### Stavsjö Värdshus
Utmed gamla E4 finns Stafsjö Värdshus som drevs som värdshus till 2011. Under 2014-16 så har det i två omgångar varit ett asylboende. Sommaren 2015 drevs det tillfälligt som restaurang och kafé. 

## Galleri

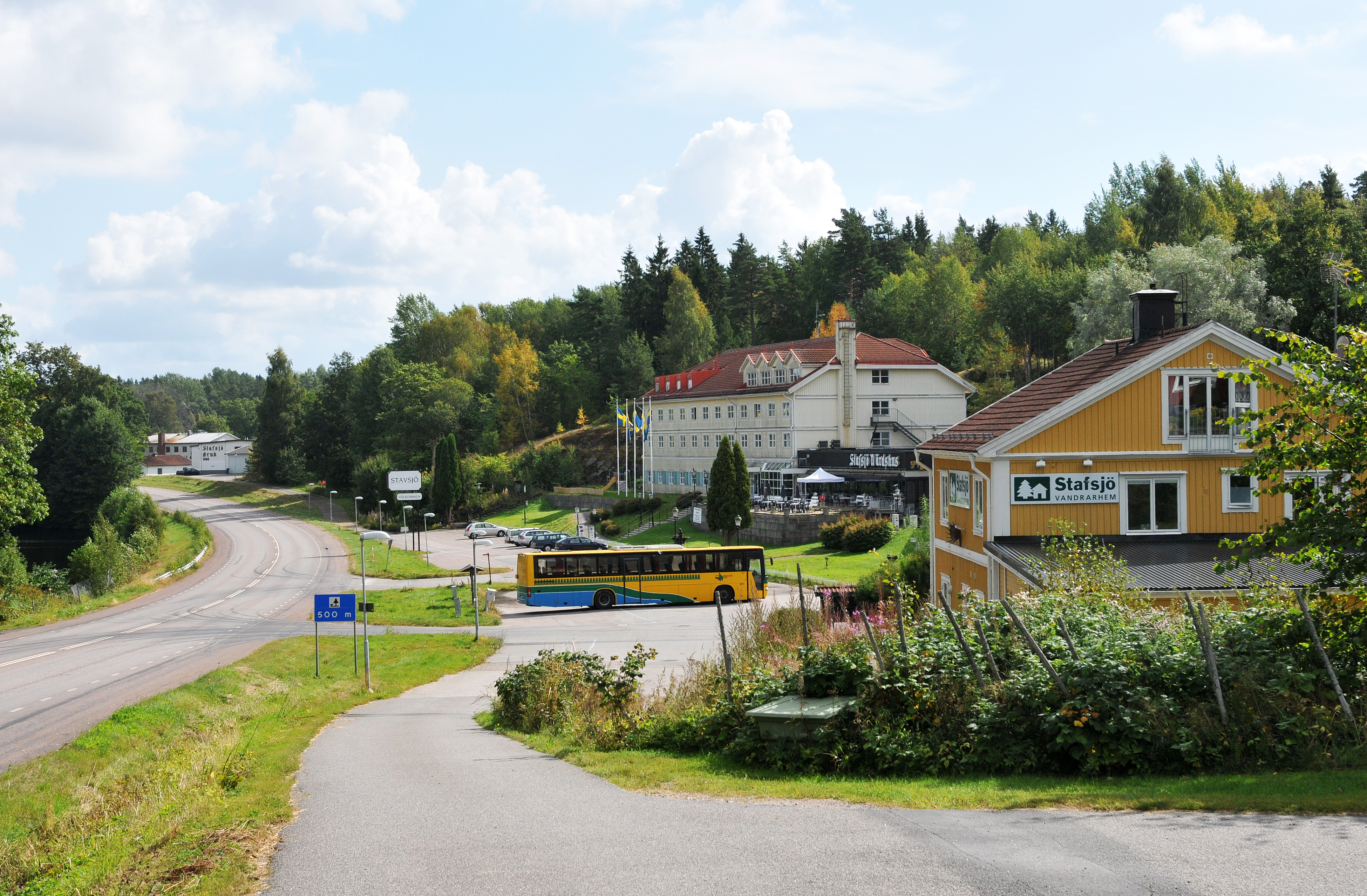
Stavsjö Värdshus.
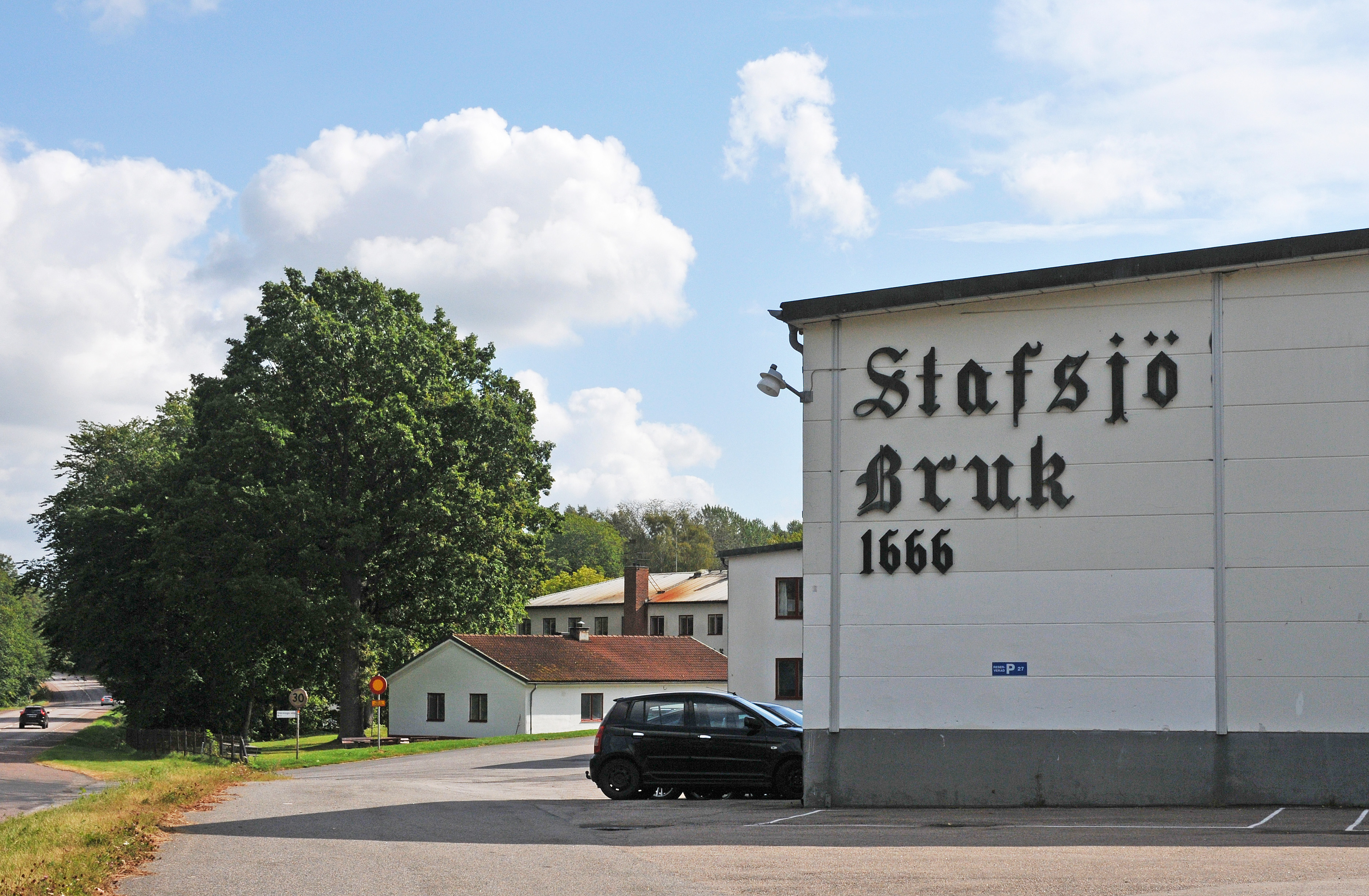
Stavsjö Bruk.
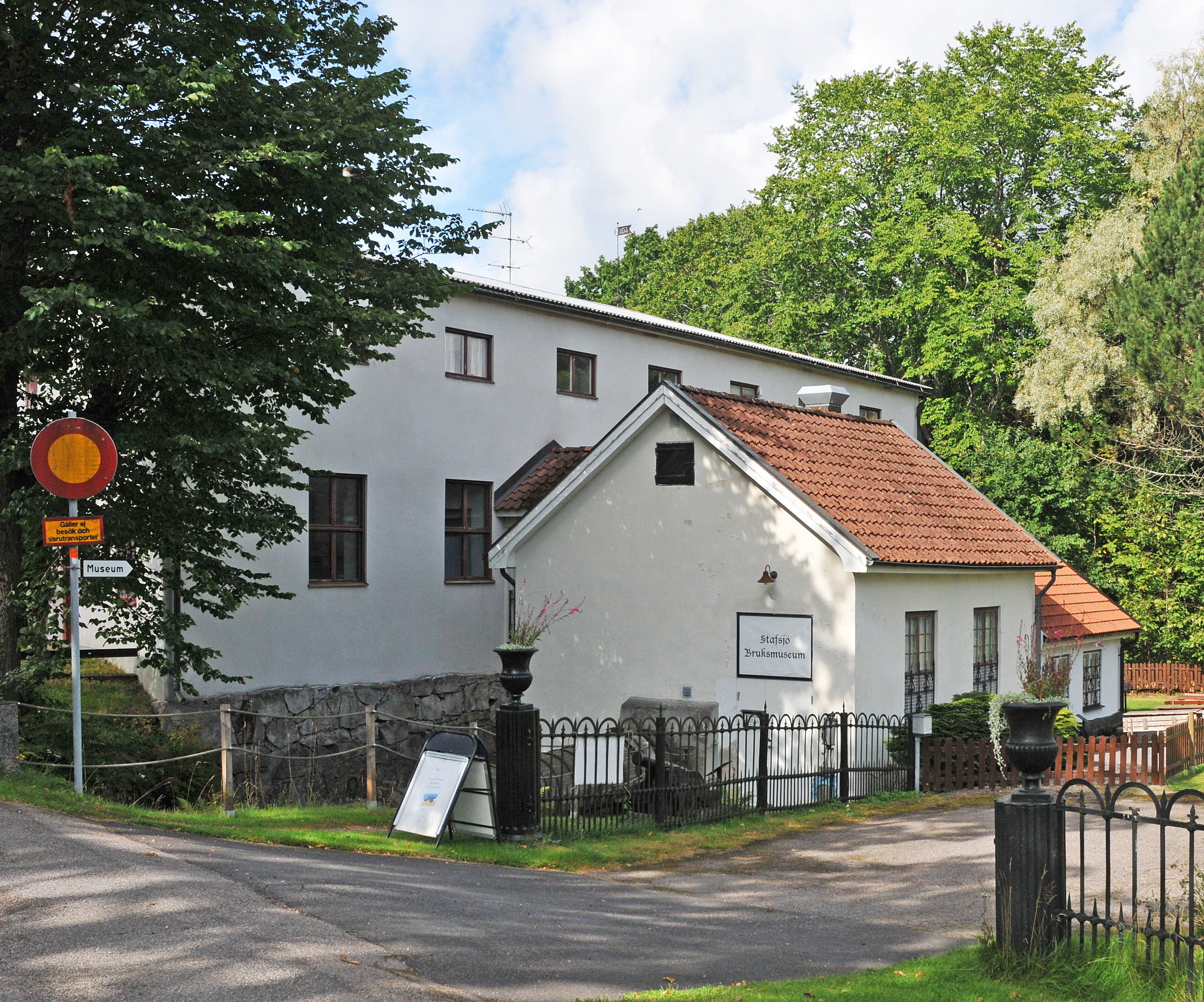
Stavsjö Bruksmuseum.
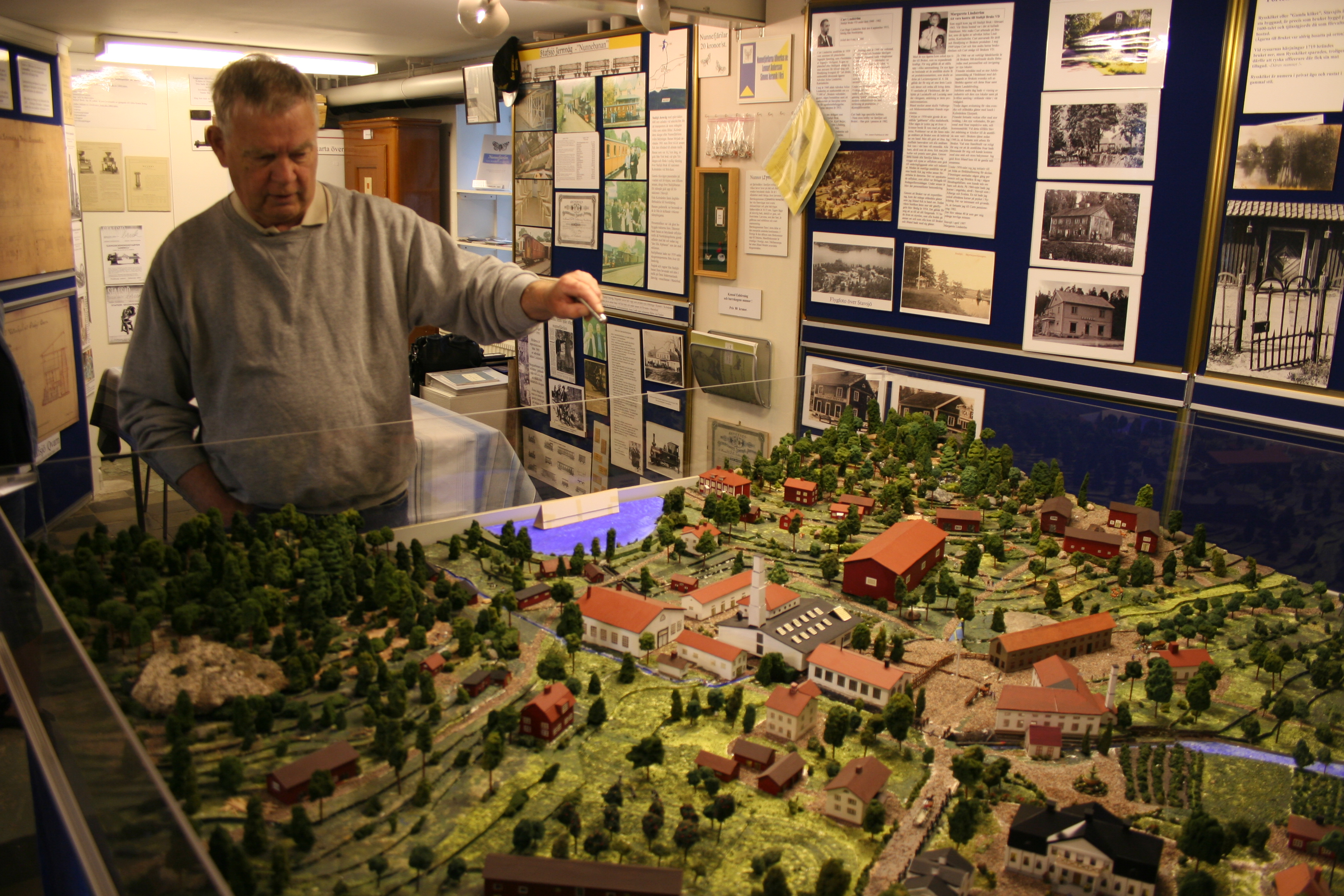
Modellen av Stavsjö 1914.
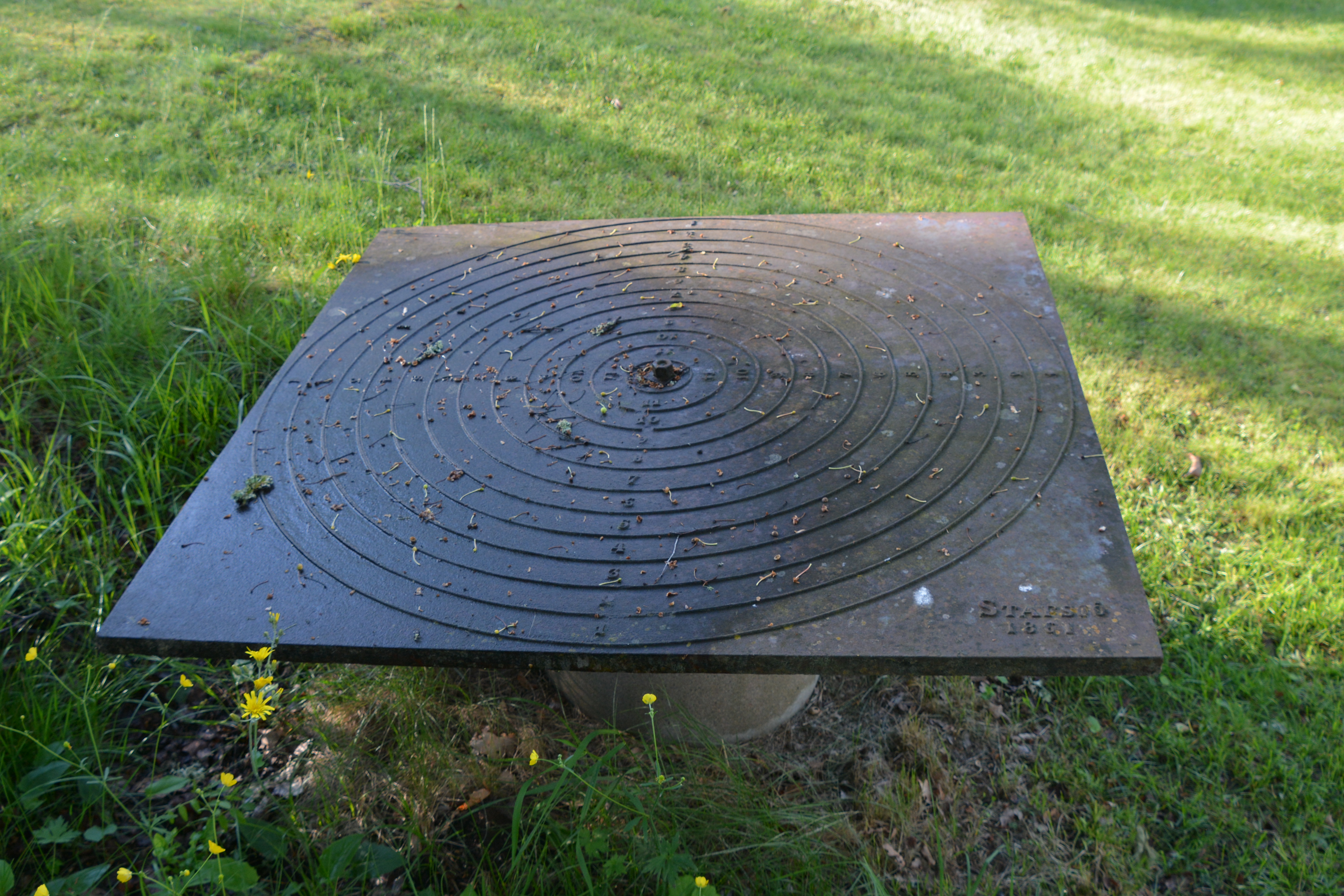
Måltavla i gjutjärn, tillverkad i Stafsjö bruk.